# Lithuanian Mathematical Journal
Lithuanian Mathematical Journal is een Litouws, aan collegiale toetsing onderworpen wetenschappelijk tijdschrift op het gebied van de wiskunde.
De naam wordt in literatuurverwijzingen meestal afgekort tot Lith. Math. J.
Het wordt uitgegeven door het Institute of Mathematics and Informatics in Vilnius.
De verspreiding wordt verzorgd door Springer Science+Business Media.
Het tijdschrift publiceerde oorspronkelijk in het Litouws. Tussen 1967 en 2007 werd de inhoud in het Engels vertaald; sinds 2008 wordt uitsluitend in het Engels gepubliceerd.